# Giro del Belgio 1938
Il Giro del Belgio 1938, ventisettesima edizione della corsa, si svolse in cinque tappe tra il 19 maggio e il 23 maggio 1938, per un totale di 1 130 km e fu vinto dal belga François Neuville.

## Tappe
| Tappa  | Data      | Percorso                              | km    | Vincitore di tappa | Leader cl. generale |
| ------ | --------- | ------------------------------------- | ----- | ------------------ | ------------------- |
| 1ª     | 19 maggio | Bruxelles > Ostenda                   | 229   | Maurice Croon      |                     |
| 2ª     | 20 maggio | Ostenda > Namur                       | 239   | Albert Hendrickx   |                     |
| 3ª     | 21 maggio | Namur > Lussemburgo                   | 229   | Marcel Claeys      |                     |
| 4ª-1ª  | 22 maggio | Mersch > Bastogne (cron. individuale) | 45    | Joseph Somers      |                     |
| 4ª-2ª  | 22 maggio | Bastogne > Liegi                      | 151   | François Neuville  |                     |
| 5ª     | 23 maggio | Liegi > Bruxelles                     | 237   | Antoine Loncke     | François Neuville   |
| Totale | Totale    | Totale                                | 1 130 |                    |                     |

## Dettagli delle tappe

### 1ª tappa
- 19 maggio: Bruxelles > Ostenda – 229 km

Risultati
| Pos. | Corridore        | Squadra       | Tempo    |
| ---- | ---------------- | ------------- | -------- |
| 1    | Maurice Croon    | Wim Sport     | 6h09'03" |
| 2    | Gustave Danneels | Alcyon-Dunlop | s.t.     |
| 3    | Cyrille Dubois   | Helyett       | s.t.     |

### 2ª tappa
- 20 maggio: Ostenda > Namur – 239 km

Risultati
| Pos. | Corridore        | Squadra       | Tempo    |
| ---- | ---------------- | ------------- | -------- |
| 1    | Albert Hendrickx | Labor         | 6h33'15" |
| 2    | Sylvère Maes     | Alcyon-Dunlop | a 16"    |
| 3    | Albert Beirnaert | Alcyon-Dunlop | s.t.     |

### 3ª tappa
- 21 maggio: Namur > Lussemburgo – 229 km

Risultati
| Pos. | Corridore         | Squadra      | Tempo    |
| ---- | ----------------- | ------------ | -------- |
| 1    | Marcel Claeys     | La Française | 6h27'23" |
| 2    | Gérard Desmet     | Individuale  | s.t.     |
| 3    | François Neuville | Helyett      | s.t.     |

### 4ª tappa-1ª semitappa
- 22 maggio: Mersch > Bastogne – Cronometro individuale – 45 km

Risultati
| Pos. | Corridore         | Squadra      | Tempo    |
| ---- | ----------------- | ------------ | -------- |
| 1    | Joseph Somers     | Mercier      | 1h37'39" |
| 2    | François Neuville | Helyett      | a 20"    |
| 3    | Frans Demondt     | F. Pélissier | a 1'38"  |

### 4ª tappa-2ª semitappa
- 22 maggio: Bastogne > Liegi – 151 km

Risultati
| Pos. | Corridore          | Squadra        | Tempo    |
| ---- | ------------------ | -------------- | -------- |
| 1    | François Neuville  | Helyett        | 4h26'02" |
| 2    | Frans Demondt      | F. Pélissier   | a 5"     |
| 3    | Albert Ritserveldt | De Dion-Bouton | s.t.     |

### 5ª tappa
- 23 maggio: Liegi > Bruxelles – 237 km

Risultati
| Pos. | Corridore          | Squadra        | Tempo    |
| ---- | ------------------ | -------------- | -------- |
| 1    | Antoon Loncke      | France Sport   | 7h25'39" |
| 2    | Théo Pirmez        | Helyett        | s.t.     |
| 3    | Albert Ritserveldt | De Dion-Bouton | a 3"     |

## Classifiche finali

### Classifica generale
| Pos. | Corridore            | Squadra        | Tempo     |
| ---- | -------------------- | -------------- | --------- |
| 1    | François Neuville    | Helyett        | 32h45'17" |
| 2    | Albert Ritserveldt   | De Dion-Bouton | a 4'28"   |
| 3    | Frans Demondt        | F. Pélissier   | a 6'04"   |
| 4    | Julius Hamelryckx    | Helyett        | a 8'04"   |
| 5    | Théo Pirmez          | Helyett        | a 10'03"  |
| 6    | Alfons Ghesquière    | La Nordiste    | a 12'51"  |
| 7    | Joseph Vankerckhoven | Helyett        | a 18'44"  |
| 8    | Gérard Desmet        | Individuale    | a 23'05"  |
| 9    | Antoon Loncke        | France Sport   | a 29'17"  |
| 10   | Albert Perikel       | De Dion-Bouton | a 29'43"  |